# Gabriel Bertolini
Gabriel Bertolini (São Bernardo do Campo, 20 de agosto de 1997) é um jogador de voleibol brasileiro que atua nas posições de central e oposto.

## Carreira

### Clube
Natural de São Bernardo do Campo, no ABC Paulista, Bertolini começou jogando como central, no São Caetano, em 2013, e ganhou visibilidade na Taça Paraná, quando foi eleito o melhor jogador e melhor atacante do campeonato. Nas duas temporadas seguintes disputou pelas categorias de base do SESI-SP.
Em 2017 se transferiu para o Rio de Janeiro, conquistando o título da Superliga Série B da 2017 pelo Sesc RJ. Voltou a representar as cores do SESI-SP na temporada seguinte, levantando a taça da Supercopa de 2018; enquanto na seguinte atuou como oposto improvisado pelo Denk Vôlei, conquistando o título do Campeonato Catarinense de 2019. Iniciou a temporada 2020–21 atuando pelo Vôlei Itapetininga, por onde foi titular no Campeonato Paulista, mas terminou a temporada vestindo a camisa do Vedacit Vôlei Guarulhos.
Em julho de 2021, fez sua estreia internacional após fechar com o Tourcoing LM, time da primeira divisão francesa. Na temporada seguinte, permanecendo em solo europeu, assina com o Sporting Clube de Portugal para disputar o campeonato português.
Após duas temporadas no voleibol europeu, Bertolini regressa ao Brasil para vestir a camisa do Vedacit Vôlei Guarulhos pela segunda vez em sua carreira, com o qual conquista o inédito título do Campeonato Paulista. Na temporada seguinte, Bertolini foi anunciado como o novo reforço do Itambé/Minas.

### Seleção
Após crescer no cenário nacional, teve sua primeira convocação em 2015 para defender a camisa da seleção brasileira sub-19 no Campeonato Mundial de 2015, na Argentina, terminando em sexto lugar. No ano seguinte, foi vice-campeão do Campeonato Sul-Americano da categoria sub-21.
Ainda com seleção sub-21, conquistou a medalha de ouro na Copa Pan-Americana ao derrotar a seleção cubana por 3 sets a 1, marcando 9 pontos na partida final.

## Títulos
Sesc-RJ
- Campeonato Brasileiro - Série B: 2017

Sesi-SP
- Supercopa Brasileira: 2018

Maringá Volei
- Campeonato Catarinense: 2019

Vôlei Guarulhos
- Campeonato Paulista: 2023

Seleção Brasileira
- Copa Pan-Americana Sub-21: 2017

## Clubes
| Anos      | Clube                      |
| --------- | -------------------------- |
| 2013–2014 | São Caetano                |
| 2014–2016 | SESI-SP                    |
| 2016–2017 | Sesc RJ                    |
| 2017–2019 | SESI-SP                    |
| 2019–2020 | Denk Vôlei                 |
| 2020–2020 | Vôlei Itapetininga         |
| 2020–2021 | Vedacit Vôlei Guarulhos    |
| 2021–2022 | Tourcoing Lille Métropole  |
| 2022–2023 | Sporting Clube de Portugal |
| 2023–2024 | Vedacit/Vôlei Guarulhos    |
| 2024–     | Itambé/Minas               |